# Beaumont-sur-Vesle
Beaumont-sur-Vesle är en kommun i departementet Marne i regionen Grand Est (tidigare regionen Champagne-Ardenne) i nordöstra Frankrike. Kommunen ligger i kantonen Verzy som tillhör arrondissementet Reims. År 2022 hade Beaumont-sur-Vesle 770 invånare.

## Befolkningsutveckling
Antalet invånare i kommunen Beaumont-sur-Vesle
| Referens: INSEE |